# (74441) 1999 CL7
1999 سي أل 7 (ويعرف أيضًا باسم (74441) 1999 سي أل 7 وفق تسمية الكوكب الصغير) (بالإنجليزية: 1999 CL7)‏ هو كويكب ضمن حزام الكويكبات؛ وترتيبه 74441 من حيث الاكتشاف.
اكتُشف هذا الجُرم الفلكي بواسطة بحث لنكولن عن الكويكبات القريبة من الأرض في 10 فبراير 1999.

## وصلات خارجية
- (74441) 1999 CL7 في قاعدة بيانات مختبر الدفع النفاث لأجرام النظام الشمسي الصغيرة

- الاكتشاف · مخطط المدار ·  العناصر المدارية · المعلمات المادية

- (74441) 1999 CL7 على موقع ويكي سكاي: DSS2, SDSS, GALEX, IRAS, Hydrogen α, X-Ray, Astrophoto, Sky Map, Articles and images